# Circaetus
Circaetus là một chi gồm những loài đại bàng ăn rắn thuộc họ Accipitridae.
Chi này chủ yếu là các loài định cư ở châu Phi, nhưng loài Circaetus gallicus di cư sinh sản từ lưu vực Địa Trung Hải vào Nga, Trung Đông và Ấn Độ, và mùa đông ở châu Phi hạ Sahara kéo dài về phía đông tới Indonesia.
Đại bàng ăn rắn được tìm thấy trong môi trường sống mở như các đồng bằng canh tác ở xavan khô cằn, nhưng cần có cây gỗ để làm tổ từ các que củi. Quả trứng duy nhất được ấp chủ yếu hoặc hoàn toàn bởi chim mẹ.
Đại bàng chi Circaetus có đầu tròn và đôi cánh rộng. Chúng săn mồi gồm các loài bò sát, chủ yếu là rắn, nhưng cũng có thằn lằn và đôi khi bắt động vật có vú nhỏ.

## Các loài
- Circaetus beaudouini - thỉnh thoảng được xếp vào C. gallicus
- Circaetus cinerascens
- Circaetus cinereus
- Circaetus fasciolatus
- Circaetus gallicus
- Circaetus pectoralis - thỉnh thoảng được xếp vào C. gallicus
- Circaetus spectabilis